# MIMO

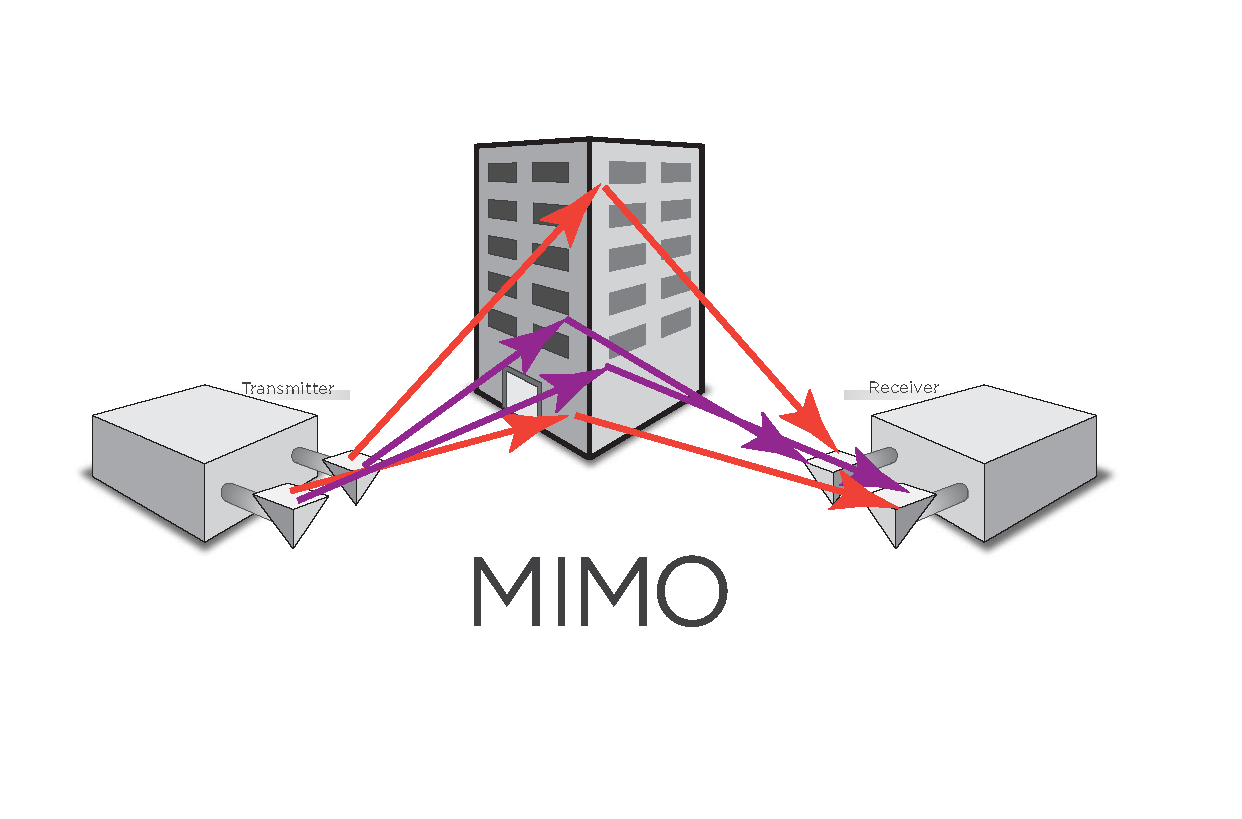
Система MIMO

Принцип MIMO

MIMO (англ. Multiple Input Multiple Output) — системи зв'язку з рознесеними передавальними і приймальними антенами. Їхнє використання дозволяє проводити просторову і часову обробку сигналів, ефективніше використовувати випромінювану передавачем потужність і знижувати негативний вплив завад. Внаслідок цього пропускна спроможність MIMO-систем теоретично може бути збільшена пропорційно числу антенних елементів у порівнянні зі звичайними системами зв'язку, що використовують одноелементні антени (без збільшення повної випромінюваної потужності і смуги частот).

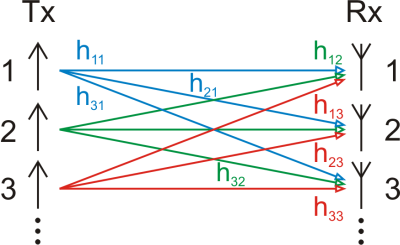
Модель каналу MIMO

Високошвидкісний потік даних розбивається на М незалежних послідовностей з 1/М швидкості, які потім передаються одночасно з декількох антен, відповідно використовуючи тільки 1/М їх первинної смуги частот.
Перетворювач потоку даних на передавальному кінці лінії зв'язку перетворює послідовний потік у паралельний, а на приймальному — виконує зворотне перетворення.

## Приклади використання
Необхідність та шляхи впровадження технологій MIMO в засоби військового зв'язку держав-членів НАТО обговорювалися ще у 2008 р.. Тоді чеська компанія DICOM продемонструвала пристрій персонального радіозв'язку PR-20, в якому крім стрибкоподібної зміни несучої частоти було реалізовано просторове мультиплексування OFDM-сигналів за технологією MIMO зі схемою "2 передавача - 2 приймача ". Результати тестування пристрою в міських умовах і усередині будівель показали, що ймовірність помилок в пакетах даних в режимі MIMO може бути знижена в 4 рази при відстані передачі 70 -  80 м. 
Технологія MIMO використовується в базових станціях стільникового зв'язку стандарту 4G. Стандартом передбачено до 8 портів введення та 8 виведення на одну станцію. Стандарт 5G, як очікується, збільшить цю кількість вже до сотень.
Відповідні системи отримали назву Massive MIMO.

## Massive MIMO
Massive MIMO — це система, в якій кількість терміналів користувачів набагато менше, чим кількість антен базової станції. Особливістю Massive MIMO є використання багатоелементних цифрових антенних решіток з кількістю антенних елементів 128, 256 і більше.
Відомі проекти систем стільникового зв'язку, що використовували систему Massive MIMO структури 100x100, розглядається можливість їхнього масштабування на випадок 1000-елементних цифрових антенних решіток.
Зниженню вартості систем Massive MIMO у перерахунку на один канал сприятиме використання комбінованих методів децимації відліків АЦП, що сполучують зниження темпу надходження даних з їх попередньою (anti aliasing) фільтрацією, зсувом частоти і квадратурною демодуляцією сигналів. Крім того, спрощення обробки сигналів може досягатися адаптивною зміною кількості каналів у системі Massive MIMO в залежності від поточної завадової ситуації в ефірі, що забезпечується на основі кластерізації окремих груп антенних елементів цифрової антенної решітки у підрешітки.
Схемотехнічна база систем Massive MIMO спирається на використання модулів обробки сигналів стандартів CompactPCI, PCI Express, OpenVPX та ін. Технологія Massive MIMO є одною з ключових для реалізації систем стільникового зв'язку 5G  і в подальшому — 6G.